# Hamburger Bürgereid

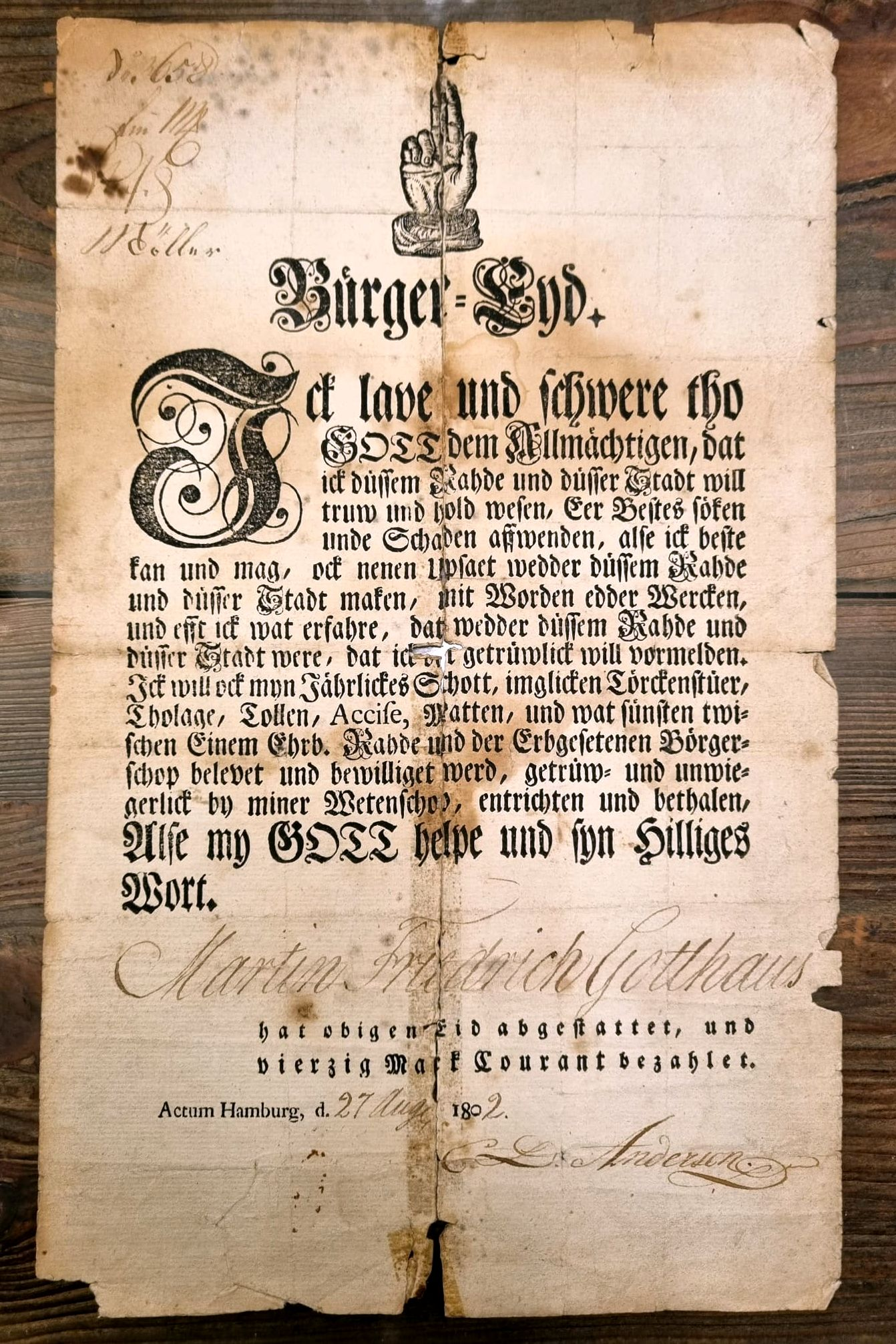
Urkunde über den geleisteten Bürgereid und das gezahlte Bürgergeld von 40 Mark Courant, ausgestellt in Hamburg 1802

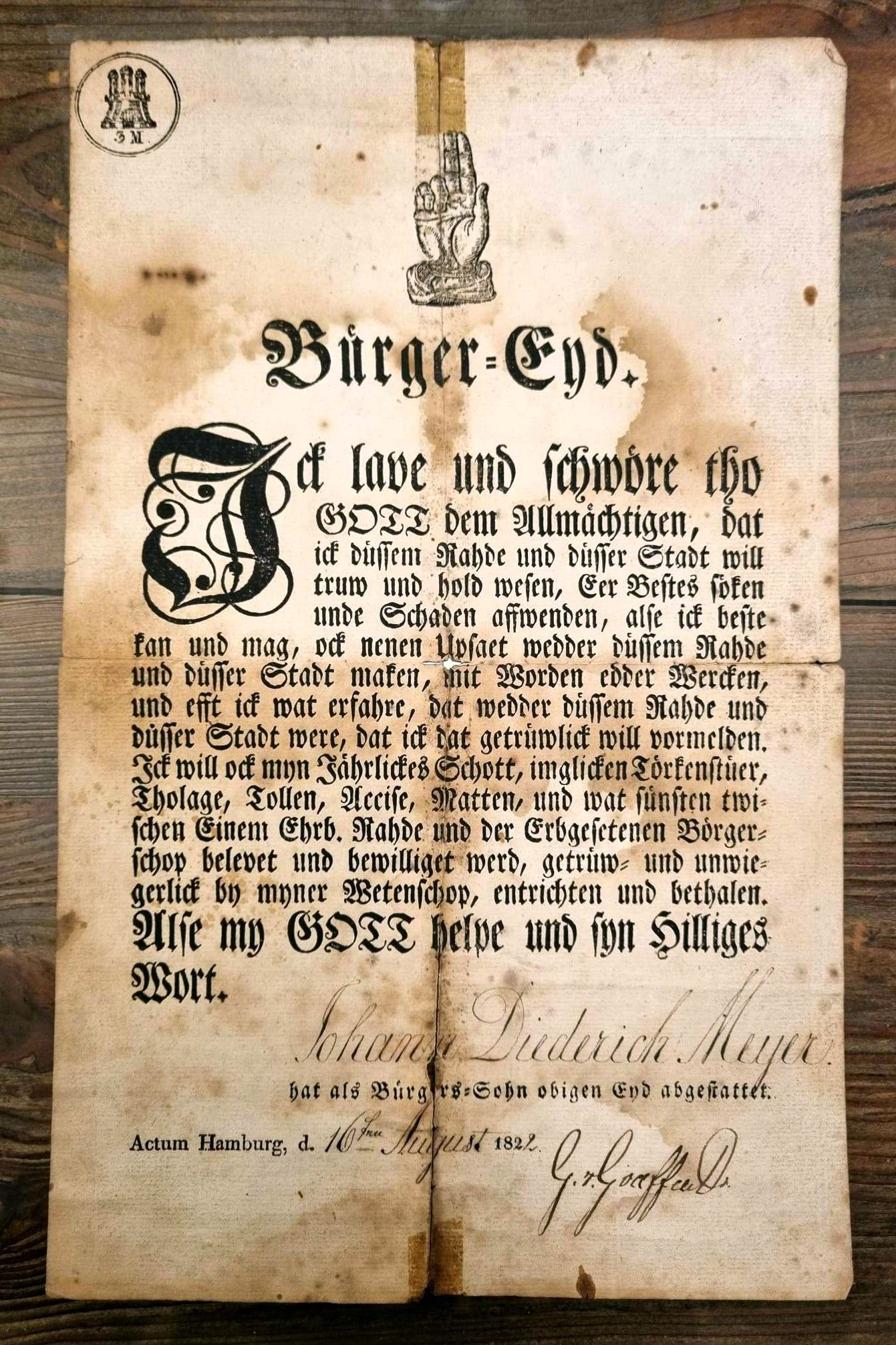
Männer, deren Väter bereits das Hamburger Bürgerrecht besaßen, waren von der Zahlung des Bürgergeldes befreit (Urkunde von 1822)

Durch das Ablegen des Hamburger Bürgereides wurden ausländische Einwohner Hamburgs durch Erteilung eines Bürgerbriefes zu Vollbürgern. Bürgermeister Hermann Langenbeck führte 1483 den Bürgereid ein.

## Inhalt
Der Bürgereid war ursprünglich in plattdeutscher Sprache abgefasst und lautete:

“Ick lave und schwöre tho GOTT dem Allmächtigen, dat ick düssem Rahde und düsser Stadt will truw und hold wesen, Eer Bestes söken un de Schaden affwenden, alse ick beste kan und mag, ock nenen Upsaet wedder düssem Rahde und düsser Stadt maken, mit Worden edder Wercken, und efft ick wat erfahre, dat wedder düssem Rahde und düsser Stadt were, dat ick dat getrüwlick will vormelden. Ick will ock myn jährlickes Schott, imglicken Törckenstüer, Tholage, Tollen, Accise, Matten und wat sünsten twischen Einem Ehrb. Rahde und der Erbgesetenen Börgerschop belevet und bewilliget werd, getrüw- und unwiegerlick by myner Wetenschop, entrichten und bethalen. Alse my GOTT helpe und syn Hilliges Wort.”

## Geschichtliche Entwicklungen
Im Jahre 1845 wurde der Hamburgische Bürgereid unter Weglassung der darin enthaltenen Beziehungen auf nicht mehr existierende Abgaben (Türkensteuer, Schoß, Tolage, Matten) ins Hochdeutsche übertragen und auch in fremder Sprache (Englisch und Französisch) abgenommen. Der so aktualisierte Bürgereid lautete:

„Ich gelobe und schwöre zu Gott, dem Allmächtigen, dass ich einem ehrbaren Rathe und der Stadt Hamburg getreu und hold sein, ihr Bestes suchen und Schaden abwenden will, soviel ich vermag. Ich will auch keinen Aufstand wider diesen Rath und diese Stadt machen weder mit Worten noch mit Werken, und wenn ich etwas erfahre, das wider diesen Rath und diese Stadt wäre, so will ich das getreulich anzeigen. Ich will auch alle Steuern und Abgaben, wie sie jetzt bestehen und künftig zwischen einem ehrbaren Rathe und der Bürgerschaft beliebt und bewilligt werden, redlich und unweigerlich entrichten, und dabei, als ein rechtschaffener Mann, niemals meinen Vortheil zum Schaden der Stadt suchen. So wahr mir Gott helfe und sein heiliges Wort!“

Ab 1860 wurde „Rath“ durch „Senat“ ersetzt.
Nach dem Hamburger Bürgerrecht war das Ablegen des Hamburger Bürgereids erforderlich, um die Bürgerrechte (und -Pflichten) zu erlangen, um in Hamburg Handel zu treiben, aber auch um heiraten zu dürfen. Die zuständige Hamburger Polizeibehörde für die Bürgerrechte und Heiratsregister wurde bis 1836 Wedde genannt. 1837 wurde sie zur Personenstandsbehörde, die ihre Aufgaben 1866 an das Zivilstandsamt übertrug, das seinerseits Vorläufer der heutigen Standesämter war.
Bürger, die einen Handel großen Umfangs in Hamburg ausüben wollten – also z. B. nicht die kleinen Kaufleute (Krämer) – und hierfür die unbeschränkte Gewerbefreiheit benötigten, mussten als Großbürger ein erheblich höheres Bürgergeld zahlen – in diesen Fällen konnten zwischen Ablegung des Bürgereides und Ausstellung des Bürgerbriefes durchaus mehrere Jahre liegen.
Bei der Darstellung des idealen Lebensweges eines Hamburger Bürgers im Bürgerschaftstreppenhaus des Hamburger Rathauses wird die Leistung des Bürgereides unter dem Motto: „Tritt ein in Bürgergilden und leiste Bürgereid“ als Lebenshöhe- und Mittelpunkt inszeniert.
Das Hamburger Bürgerrecht wurde letztmals im Juni 1919 verliehen.